# Patrick Flanagan
	Patrick Flanagan was een Amerikaans krachtsporter. 
Flanagan won met het team van Milwaukee Athletic Club op de Olympische Spelen van 1904 in Saint Louis een gouden medaille bij het touwtrekken. 
Veel leden van de Milwaukee Athletic Club waaronder Flanagan kwamen uit Chicago.
1900: Aabye, Schmidt, Winckler, Nilsson, Söderström, Staaf ·
1904: Olson, Johnson, Seiling, Magnusson, Flanagan ·
1908: Barrett, Goodfellow, Humphreys, Hirons, Ireton, Merriman, Mills, Shepherd ·
1912: Andersson, Bergman, Edman, Fredriksson, Gustafsson, Jonsson, Larsson, Lindström ·
1920: Canning, Holmes, Humphreys, Mills, Sewell, Shepherd, Stiff, Thorn